# Mike Paradinas

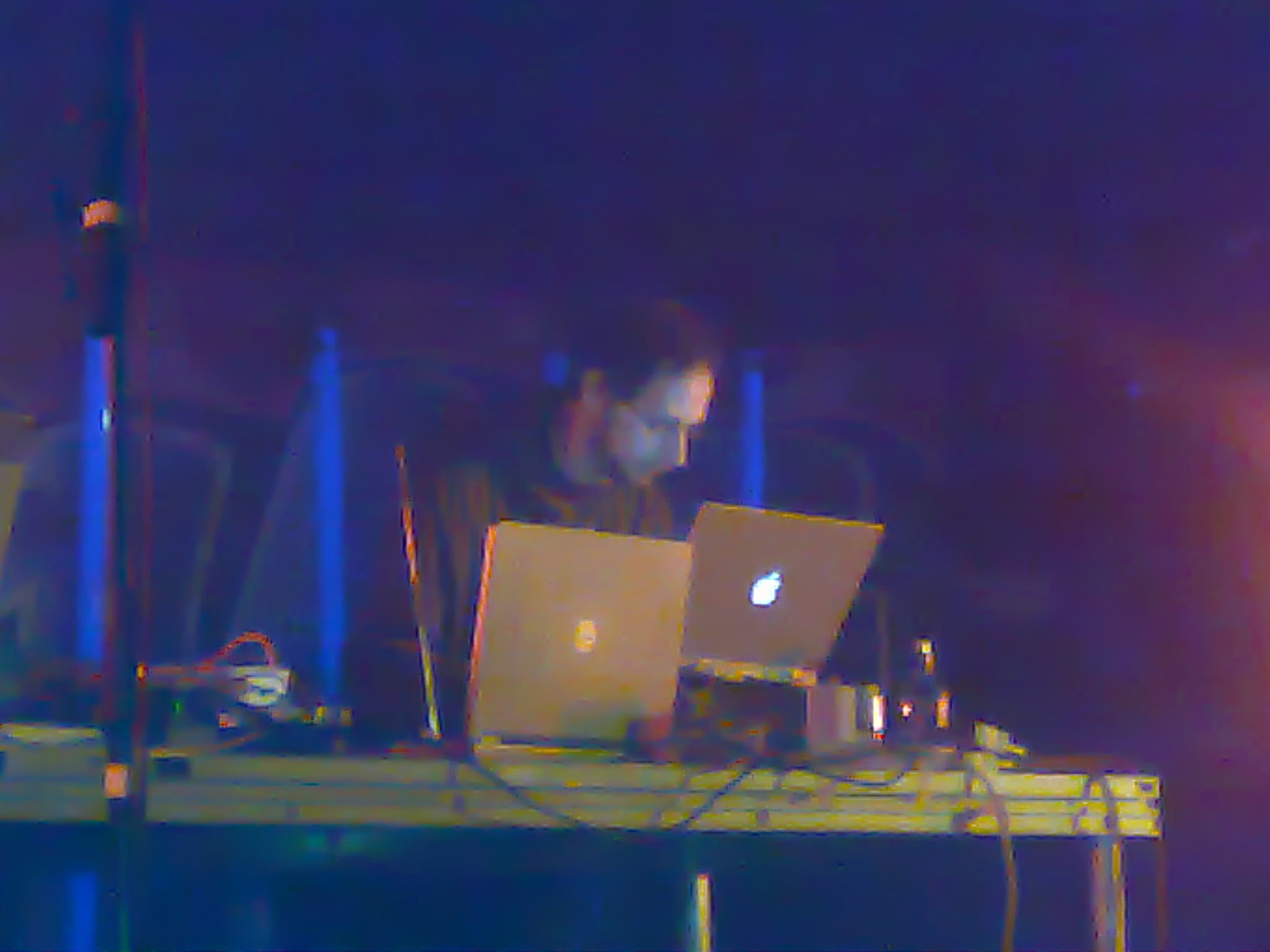
Mike Paradinas

Mike Paradinas (* 1971 in Wimbledon als Michael Paradinas) ist ein britischer Musiker, der elektronische Musik produziert und vor allem unter seinem Alias µ-ziq (einem Wortspiel mit dem englischen music) bekannt ist. Paradinas veröffentlicht seine Musik unter zahlreichen weiteren Pseudonymen wie Frost Jockey, Gary Moscheles, Jake Slazenger, Kid Spatula, Rude Ass Tinker, Smog Carver oder Tusken Raiders. Er ist Eigentümer des Plattenlabels Planet Mu.
Paradinas arbeitet auch mit anderen Musikern zusammen, etwa mit Aphex Twin (Projekt Mike & Rich) oder mit Speedy J (Projekt Slag Boom Van Loon), deren Werke auf Peter Kuhlmanns Label erschien. Mit seinem Weggefährten Luke Vibert produzierte Paradinas als Smooth Helmet ein Stück, das 1996 auf dem belgischen Label SSR erschien.
Paradinas hat zwei Kinder, die Söhne Caleb (* 1996) und Lorien (* 2003). Er ist mit Lara Rix-Martin verheiratet. Zusammen veröffentlichte das Paar unter dem Namen Heterotic zwei Alben.

## Diskografie (Auswahl)

### Als µ-ziq
Alben
- 1993: Tango N' Vectif (Rephlex Records)
- 1994: Bluff Limbo (Rephlex Records)
- 1995: µ-Ziq vs The Auteurs (Hut Recordings)
- 1995: In Pine Effect (Astralwerks)
- 1997: Lunatic Harness (Astralwerks)
- 1999: Royal Astronomy (Astralwerks)
- 2003: Bilious Paths (Planet Mu)
- 2007: Duntisbourne Abbots Soulmate Devastation Technique (Planet Mu)
- 2013: Somerset Avenue Tracks (1992-1995) (Compilation, Planet Mu)
- 2013: Chewed Corners (Planet Mu)
- 2015: XTLP (Compilation, Planet Mu)
- 2016: RY30 Trax (Planet Mu)
- 2016: Aberystwyth Marine (Planet Mu)
- 2018: Challenge Me Foolish (Planet Mu)
- 2021: Scurlage (Analogical Force)

Singles und EPs
- 1994: PHI*1700 (R&S Records)
- 1995: Salsa With Mesquite (Hi-Rise Recordings)
- 1995: Dauphine (Planet Mu)
- 1997: Urmur Bile Trax Part 1 & 2 (Planet Mu)
- 1997: My Little Beautiful (Planet Mu)
- 1998: Brace Yourself (Astralwerks)
- 1999: The Fear (Astralwerks)
- 2005: Ease Up (Planet Mu)
- 2013: XTEP (Planet Mu)
- 2014: Rediffusion (Planet Mu)
- 2017: Pthagonal EP (Revoke)

### Als Kid Spatula
Alben
- 1995: Spatula Freak (Reflective)
- 2000: Full Sunken Breaks (Planet Mu)
- 2004: Meast (Planet Mu)

### Als Tusken Raiders
Singles und EPs
- 1995: Bantha Trax (Clear)
- 1998: Bantha Trax 2 (Planet Mu)
- 1999: The Motorbike Track (Planet Mu)

### Als Slag Boom Van Loon (mitSpeedy J)
Alben
- 1998: Slag Boom Van Loon (Planet Mu)
- 2001: So Soon (Planet Mu)

### Als Gary Moscheles
Album
- 1997: Shaped to Make Your Life Easier (SSR Records)

### Als Mike & Rich (mitAphex Twin)
Album
- 1996: Mike & Rich (Rephlex Records)

### Als Diesel M (mit Marco Jerrentrup)
EP
- 1993: M for Multiple (Choci's Chewns)

### Als Jake Slazenger
Alben
- 1995: Makes A Racket (Clear)
- 1996: Das Ist Ein Groovy Beat, Ja? (Warp Records)

Singles und EPs
- 1995: Megaphonk (Clear)
- 1996: Nautilus (Warp Records)

### Als Rude Ass Tinker
EP
- 2001: Imperial Break (Deathchant)

### Als Heterotic (mit Lara Rix-Martin)
Album
- 2013: Love & Devotion (Planet Mu)
- 2014: Weird Drift (Planet Mu)